# Держава Тулунідів
Держава Тулунідів — мусульманська держава в Північній Африці і на Близькому Сході, яка існувала у 868—905 рр. ЇЇ правителями була тюркська династія Тулунідів. Завдяки успішним військовим операціям Тулунідів була завойована Сирія. При Ахмеді ібн-Тулуні і його наступнику Хумаравейху було завдано ряд поразок Візантії. Держава Тулунідів контролювала території нинішніх Лівії, Єгипту, Палестини і Сирії, а також острів Крит.

## Історія

### Виникнення держави
Засновник правлячої династії Тулунідів Ахмед ібн-Тулун був за походженням тюрком-огузом, вихідцем з середньоазіатської тюркської гвардії Аббасидів, котра формувалася спочатку в Багдаді, а потім перебазувався в Самарру, після перенесення туди своєї резиденції халіфом аль-Мутасімом.
У 815 році його батька Тулуна разом з іншими рабами-одноплемінниками подарував халіфу Аль-Мамуну саманідський правитель Бухари. У 818 році Тулун почав службу при дворі і незабаром зумів став командувати гвардією халіфа. Ахмед народився 835 року в Багдаді у місяць Рамадан. Незабаром, в 850 році, він разом з батьками переїхав до Самарру. Тулун помер в 854 році, а його дружина вийшла заміж за високопоставленого тюркського командира палацової гвардії Баікбакла (Баїк-Бега). Ібн Тулун одружився з Хатун, дочкою іншого впливового тюркського командувача палацової гвардії, яка народила йому двох дітей: Аббаса і Фатіму.
У 855 році Ахмед був призначений командувачем спеціальними військовим підрозділом халіфа Аль-Мутаваккіля. Потім його призначили еміром в Тарсус, де він брав участь в походах проти Візантії. Після повернення Ахмеда в Багдад у 863 році халіф аль-Мустаіна винагородив його, подарувавши наложницю Мейяз, яка народила ібн Тулуну сина Хумаравейха, майбутнього його спадкоємця. Ахмед заслужив велику довіру халіфа аль-Мустаіна і супроводжував його у вигнанні після того, як він відрікся від престолу в 866 році.
У 868 р Баікбакл отримав Єгипет від халіфа як ікту. Він оголосив Ахмеда ібн-Тулуна  своїм повіреним і відправив його до Єгипту на чолі великого війська. Згодом Ахмед захопив управління країною в свої руки, і в 870 р., після смерті вітчима, був проголошений еміром Єгипту.

### Розквіт
У 878 р, скориставшись смертю намісника Палестини, Йорданії та Сирії, Ахмед рушив в ці провінції свою армію, опанував Єрусалим, Дамаск, Хомс, Хаму і Халебом, вторгся в Малу Азію і почав війну з Візантією. Проте скоро він повинен був спішно повернутися в Єгипет, де його син Аббас спробував захопити владу. Всі завойовані провінції негайно відпали від нього. У 882 р, покінчивши зі справами в Єгипті, Ахмад здійснив новий похід до Сирії і знову підкорив її. В результаті цих завоювань виникла велика держава, в якій Ахмад правив, спираючись на велику армію, складену з рабів, серед яких переважали тюрки, греки і чорні нубійці. У розпорядженні еміра знаходився також сильний флот. Ахмад приділяв багато уваги зміцненню і прикрашання своєї столиці Фустата. По всьому Єгипту при ньому розгорнулося інтенсивне будівництво, рилися канали та ремонтувалися ніломер. На жаль, цей енергійний правитель раптово помер у 884 р.
Його синові Хумаравайху довелося знову завойовувати Сирію, яку спробували повернути собі багдадські халіфи. Запекла війна тривала два роки і закінчилася перемогою Хумаравайха. В кінці 886 р він вторгся до Іраку і став загрожувати столиці халіфату. Це змусило Аббасидів офіційно визнати всі його завоювання. У наступному році під контроль Хумаравайха перейшла значна частина Месопотамії. До 890 р держава Тулунідів досягла своїх максимальних розмірів: її кордони простягалися від Судану на півдні до Адана на півночі, від Триполі на заході, до берегів Тигру на сході. Але ця могутність виявилася недовговічною. Хумаравайх вів веселе життя, повне насолоди, без ліку витрачав гроші на будівництво пишних палаців і задоволення своїх примх. Після 12-річного правління Хумаравайха не залишилося нічого. Підсумком його політики стали адміністративний хаос і непокора армії.

### Занепад і падіння
У січні 896 р. емір був убитий змовниками в своєму замку під Дамаском. Влада перейшла до його старшого сина Джейша. Однак його не визнали в Єгипті, Алеппо, Дамаску, Авасімі і Тарсусі. У червні того ж року кілька гвардійських тюркських загонів напали на прихильників Джейша і завдали їм поразки. Емір був узятий в полон і позбавлений влади. Його місце зайняв молодший брат Гарун. Новому правителю дістався важкий спадок - скарбниця була порожня, не припинялися постійні чвари між різними представниками правлячого клану. Центральна влада ослабла і зміцнити її не вдалося. Смертельний удар державі Тулунідів завдало повстання карматів, які в 902 р. вторглися через Євфрат в Сирію. У березні 903 р. армія Тулунідів була розбита і відступила від Дамаска. За короткий час кармати заволоділи багатьма північними провінціями Сирії, в тому числі Хомсом, Хамою, Баалбеком. Однак переможці не змогли скористатися своїм успіхом. У тому ж році вони були розбиті Аббасидами, яким і дісталися все сирійські провінції. У травні 904 р халіф ал-Муктафі рушив до Єгипту армію під командуванням Мухаммада ібн Сулаймана. Його підтримував своїми діями великий флот. Атакований з суші і моря, Гарун став терпіти одну поразку за іншою. 30 грудня 904 року він був убитий своїми солдатами. Влада перейшла до його дядька Шейбана. Багато колишніх прихильники Гаруна не підтримали нового еміра і перейшли на бік халіфа. Залишки армії Шейбана здалися 11 січня 905 р Держава Тулунідів припинила своє існування.

## Армія
Під час правління Ахмеда були створені тулунідская армія і флот. Необхідність створення власних збройних сил стала очевидною після повстання Іси ібн-Шейха ас-Шейбані, правителя Палестини, в 870 році. У відповідь Ахмед організував армію, що складається з суданських і грецьких рабів-воїнів. Згідно з іншими повідомленнями солдатами, можливо, були перси і суданці. Хумаравейх продовжував політику свого батька щодо багатонаціональної армії. Його військова міць була посилена полками чорношкірих солдатів Судану, грецьких найманців і свіжими тюркськими військами з Туркестану.
Ібн Тулун заснував елітну гвардію, для захисту своєї сім'ї. Вона становила ядро армії Тулундів. Ці війська під час правління Ахмеда набиралися з області Гур в Афганістані, а під час правління Хумаравейха - з місцевих арабів. На церемонії, що відбулася в 871 році, Ібн Тулун змусив свої війська присягнутись йому в особистій вірності. Проте, траплялися і дезертирства з армії Тулунідів, найбільш відомим з яких є перехід на сторону Аббасидів командира з вищих чинів Лулу в 883 році. Протягом всього свого життя Ахмед стикався з проблемою забезпечення вірності у власній армії.
Хумаравейх також створив елітний корпус, який називався аль-Муктара. Корпус складався з непокірних бедуїнів східної частині дельти Нілу. Даруючи привілеї одноплемінникам, і перетворюючи їх в ефективних і вірних охоронців, він приніс мир в регіоні між Єгиптом і Сирією.

## Економіка
Під час правління Ахмеда ібн Тулуна, єгипетська економіка процвітала. Сільськогосподарське виробництво було на досить високому рівні, чому сприяли постійні високі розливи Нілу. Інші галузі, зокрема, виробництво текстилю, також процвітали. Під час свого правління, ібн Тулун затвердив автономію держави, не бажаючи платити податки уряду Аббасидів в Багдаді. Крім того, він реформував управління, зблизившись з купцями, а також зміни систему оподаткування. За часів Тулунідів, була також реформована сільськогосподарська інфраструктура. Основним сектором виробництва, інвестицій і участі в торгівлі всього Середземномор'я, був текстиль.

## Правителі
- Ахмед (868—884);
- Хумаравейх (884—895);
- Джейш (895—896);
- Гарун (896—904), брат Джейша;
- Шейбан ібн-Ахмед (904—905).